# Distretto di Emirgazi
Il distretto di Emirgazi (in turco Emirgazi ilçesi) è uno dei distretti della provincia di Konya, in Turchia.